# Liste des dirigeants de Wogodogo
 (janvier 2024).
Le Mogho naba  du Wogodogo est le souverain ("roi du monde") du Wogodogo, l'un des royaumes mossi de l'actuel Burkina Faso. Le royaume tire son nom de sa capitale historique, l'actuelle capitale du Burkina Faso, Ouagadougou. Bien que le plus puissant politiquement des royaumes mossi, il n'y avait pas d'empire mossi et le roi du Wogodogo n'avait aucune autorité sur les autres royaumes. La période coloniale française et l'indépendance qui a suivi ont réduit le pouvoir de cette fonction, mais le mogho naba conserve un rôle influent au Burkina Faso.

## Organisation et hiérarchie
La position est généralement héréditaire, suivant des lignées masculines uniquement. À l'origine, la position passait principalement aux frères (ou même aux cousins), plutôt qu'aux fils, mais sous le règne de Naaba Zombré était passé à son ordre de succession actuel,  où la règle passe généralement au fils aîné vivant du dirigeant précédent.
Les enfants nés de fils décédés avant leur père ne sont pas éligibles pour hériter du titre. Cependant, un conseil tribal est responsable en dernier ressort de la sélection du mogho naba, et l'héritier présomptif peut être ignoré si, par exemple, il est jugé physiquement inapte au rôle traditionnel du poste dans la guerre ou s'il ne respecterait pas la dignité du bureau (comme dans les cas d'adultère ). Ce conseil comprend traditionnellement : le baloum naba, chef des serviteurs du roi ; le gounga naba, chef de l'infanterie ; le larale naba, gardien des tombeaux royaux ; le kamsaogo naba, gérant des eunuques du palais ; et le widi naba, le marié royal .

## Dirigeants de Wogodogo
La chronologie des royaumes Mossi avant l'occupation française n'est pas claire. L'historien Yamba Tiendrebeogo a reconstruit l'histoire de Wogodogo à partir de la tradition orale mossi qui comprenait la durée des règnes des dirigeants historiques. D'autres chercheurs proposent des dates plus récentes pour de nombreux événements précoloniaux - fixant le début du règne d'Oubri vers 1495 plutôt que 1182 - et des règnes proportionnellement plus courts pour de nombreux dirigeants.

### Tenkodogo
Le premier royaume Mossi était centré autour de Tenkodogo. Wogodogo, initialement un État client de Tenkodogo, a progressivement gagné en puissance jusqu'à devenir le pouvoir politique dominant dans les royaumes mossi ; néanmoins, les dirigeants de Tenkodogo avant la formation de Wogodogo sont comptés comme rois de Wogodogo par tradition.
| Non. | Règle     | La règle a commencé | Règle terminée | Remarques | Réf(s) |
| ---- | --------- | ------------------- | -------------- | --------- | ------ |
| 1    | Ouédraogo |                     | 1132           |           | [ 8 ]  |
| 2    | Zoungrana | 1132                | 1182           |           | [ 8 ]  |

### Oubritenga
La première capitale d'Oubritenga («la terre d'Oubri») était Guilongou, près de l'actuel Ziniaré,  mais généralement déplacée vers un village préféré par chaque nouveau roi lors de son accession.
| Nom | Dirigeant     | Début de règne | Fin de règne | Remarques                        | Réf(s) |
| --- | ------------- | -------------- | ------------ | -------------------------------- | ------ |
| 3   | Oubri         | 1182           | 1244         |                                  | [ 8 ]  |
| 4   | Naskiemdé     | 1244           | 1286         |                                  | [ 8 ]  |
| 5   | Nasbiré       | 1286           | 1307         |                                  | [ 8 ]  |
| 6   | Soarba        | 1307           | 1323         |                                  | [ 8 ]  |
| 7   | Gnignemdo     | 1323           | 1337         |                                  | [ 8 ]  |
| 8   | Koundoumié    | 1337           | 1358         |                                  | [ 8 ]  |
| 9   | Kouda         | 1358           | 1401         |                                  | [ 8 ]  |
| dix | Dawingna      | 1401           | 1409         |                                  | [ 8 ]  |
| 11  | Zoétre Bousma | 1409           | 1441         |                                  | [ 8 ]  |
| 12  | Niandfo       | 1441           | 1511         |                                  | [ 8 ]  |
| 13  | Nakienb-Zanga | 1511           | 1541         | Aussi connu sous le nom de Nakim | [ 8 ]  |
| 14  | Namégué       | 1541           | 1542         |                                  | [ 8 ]  |
| 15  | Kiba          | 1542           | 1561         |                                  | [ 8 ]  |
| 16  | Kimba         | 1561           | 1582         |                                  | [ 8 ]  |
| 17  | Goabga        | 1582           | 1599         |                                  | [ 8 ]  |
| 18  | Guirga        | 1599           | 1605         |                                  | [ 8 ]  |
| 19  | Zanna         | 1605           | 1633         |                                  | [ 8 ]  |
| 20  | Oubi          | 1633           | 1659         |                                  | [ 8 ]  |
| 21  | Motiba        | 1659           | 1666         |                                  | [ 8 ]  |
| 22  | Warga         | 1666           | 1681         |                                  | [ 8 ]  |

### Wogodogo
Naba Zombré a déménagé la capitale à Wogodogo ( Ouagadougou ).
| Non. | Règle     | La règle a commencé | Règle terminée | Remarques                                 | Réf(s) |
| ---- | --------- | ------------------- | -------------- | ----------------------------------------- | ------ |
| 23   | Zombré    | 1681                | 1744           |                                           | [ 8 ]  |
| 24   | Saga I    | 1744                | 1762           |                                           | [ 8 ]  |
| 25   | Kom je    | 1762                | 1783           |                                           | [ 8 ]  |
| 26   | Doulougou | 1783                | 1802           |                                           | [ 8 ]  |
| 27   | Sawadogo  | 1802                | 1834           |                                           | [ 8 ]  |
| 28   | Karfo     | 1834                | 1842           |                                           | [ 8 ]  |
| 29   | Baongo I  | 1842                | 1850           |                                           | [ 8 ]  |
| 30   | Koutou    | 1850                | 1871           |                                           | [ 8 ]  |
| 31   | Sanem     | 1871                | 1889           |                                           | [ 8 ]  |
| 32   | Wobgho    | 1889                | 1897           | Aussi connu sous le nom de Boukari Koutou | [ 8 ]  |
| 33   | Siguiri   | 1897                | 1905           |                                           | [ 8 ]  |
| 34   | Kom II    | 1905                | 1942           |                                           | [ 8 ]  |
| 35   | Saga II   | 1942                | 1957           |                                           | [ 8 ]  |
| 36   | Kougri    | 1957                | Décembre 1982  |                                           | [ 11 ] |
| 37   | Baongo II | 1983                | cadeau         |                                           | [ 11 ] |

## Portée du pouvoir
Selon l'historien Titinga Frédéric Pacéré, dans la tradition, le roi est considéré comme tout puissant avec droit de vie et de mort sur les habitants de Wogodogo et d'Oubritenga. En pratique, son pouvoir était soumis à la coutume et à la loi des pères. Il personnifie l'empire et incarne son unité, mais le pouvoir est en réalité entre les mains de la cour des mogho naba, ministres qui prennent les décisions et gouvernent le pays. Cette organisation complexe des pouvoirs se matérialise chaque vendredi lors de la cérémonie du faux départ du roi.
Le mogho naba n'a aucune autorité sur les autres royaumes de Tenkodogo, Fada N'Gourma, Boussouma et Ouahigouya, dont les souverains seraient, comme lui, des descendants de Yennenga. Traditionnellement, les souverains de ces quatre royaumes et le mogho naba s'évitent, mais il leur arrive de se rencontrer, comme ce fut le cas en 1946 pour se concerter sur la reconstruction de la Haute-Volta.